# Prakash
Prakash ist ein männlicher Vorname und ein südasiatischer Personenname.

## Herkunft und Bedeutung
Sanskrit: Licht

## Vorname
- Prakash Mehra (1939–2009), indischer Filmregisseur und Produzent
- Prakash Nath (* um 1920), indischer Badmintonspieler
- Prakash Padukone (* 1955), indischer Badmintonspieler
- Chandra Prakash Mainali (* 1951), nepalesischer Politiker
- Om Prakash Jindal (1930–2005), indischer Unternehmer
- Prakash John (* 1947), kanadischer Rockbassist

## Familienname
- Aditya Prakash (* 1990), indischer Badmintonspieler
- Amrita Prakash (* 1987), indische Filmschauspielerin und Model
- C. S. Prakash, indischer Molekularbiologe
- Cedric Prakash (* 1951), indischer Jesuit und Menschenrechtsaktivist
- Jose Prakash (1925–2012), indischer Schauspieler
- Khemchand Prakash (1907–1950), indischer Filmkomponist
- Madappa Prakash (* 1953), indischer Physiker
- Sheila Sri Prakash (* 1955), indische Architektin
- Shishpal Prakash Verma (* 1988), indischer Mittelstreckenläufer
- Uday Prakash (* 1952), indischer Autor
- Viji Prakash (* 1956), indische Tänzerin und Tanzpädagogin